# Didier Squiban

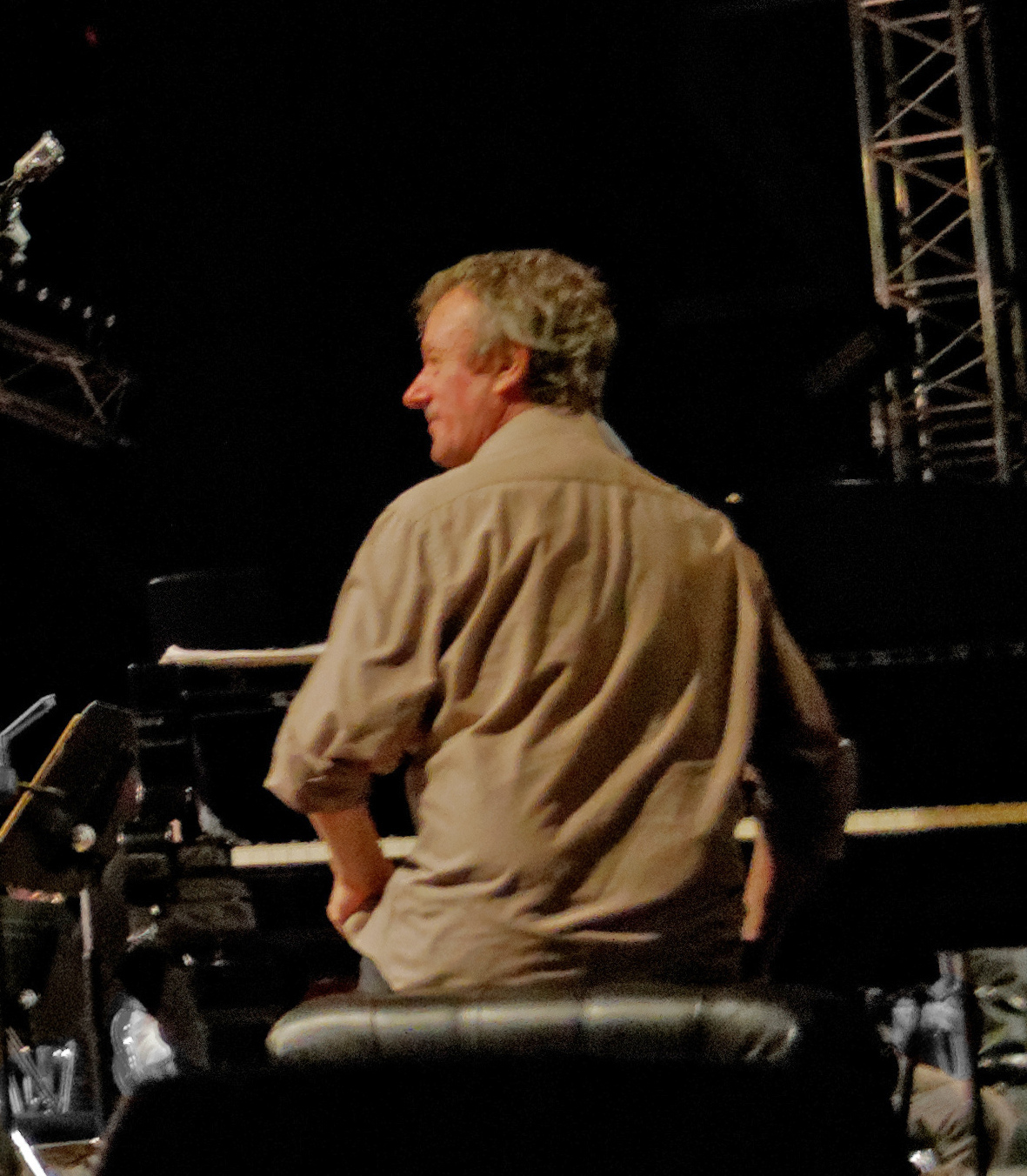
Didier Squiban, 2014

Didier Squiban (* 23. September 1959 in Ploudalmézeau) ist ein französischer Pianist und Komponist aus der Bretagne.

## Leben und Musik
Von der Klassik und vom Jazz kommend, ist er heute ein wichtiger Musiker in der modernen bretonischen Musik-Szene, deren Instrumentarium er um das Klavier bereichert hat. Sein Werk ist eine Kombination von traditioneller bretonischer Musik, Jazz-Improvisation und klassischem Romantizismus.
Seit Ende der 1970er Jahre gehören zu seinen Vorbildern Duke Ellington, Keith Jarrett, Charlie Parker und Bill Evans sowie Claude Debussy, Igor Stravinsky, Erik Satie, Darius Milhaud, Arnold Schönberg und Glenn Gould. 1993 wurde er Begleitpianist für den bretonischen Sänger Yann-Fañch Kemener bei der erfolgreichen Tournee „L'Héritage des Celtes“ (Das Erbe der Kelten), auf der mehr als 70 Musiker traditionelle bretonische und moderne Musik miteinander kombinierten. So fand er einen intensiven und publikumswirksamen Zugang zur Musik seiner Heimat Bretagne. 1997 nahm er auf der Insel seiner Vorfahren, Molène, sein erstes bretonisches Solopiano-Album auf, eben Molène.

## Diskografie

### Solo-Piano
- Molène saison II (2013)
- Tournée des chapelles 2004 (2005)
- Ballades (2003)
- Trilogie pour piano (2001)
  - Rozbras (2001)
  - Porz Gwenn (1999, DE: Gold (German Jazz Award))[1]
  - Molène (1997)
- Concert Lorient (aufgenommen beim Festival Interceltique de Lorient) (2000)

### Mit Band
- L’Estran (2009)
- la plage (2006)
- Bangor – Formation Sirius (L’orchestre de Jazz de Bretagne) (1995)
- Jazz à Vauban (1994)
- Tendances (1990)

### Mit Orchester
- Symphonie Iroise (2004)
- Symphonie Bretagne (2000)

### Kooperationen
- Manu Lann Huel chante Léo Ferré – Lann Huel/Squiban/Trévarin (2003)
- Kimiad – Kemener/Squiban (2000)
- Île-Exil – Kemener/Squiban (1996)
- Penn-Ar-Bed/Brest 96 – Didier Squiban & An Tour Tan (1996)
- Karnag „Pierre Lumière“(1996)
- Enez Eusa – Kemener/Squiban (1995)
- Héritage des Celtes en concert – Dan Ar Braz (1995)
- Live – Didier Squiban & An Tour Tan (1997)